# Liga Profesional de Baloncesto de Venezuela 2018
La temporada 2018 de la Liga Profesional de Baloncesto de Venezuela (LPB) fue la 45ª de la esta liga.
El partido inaugural lo protagonizó el actual campeón de la campaña de 2017, Guaros de Lara contra Toros de Aragua, a las siete y media de la noche en el Domo Bolivariano.
Esta edición de la LPB tendría que haber arrancado a inicios del mes de octubre para cumplir con la nueva normativa de FIBA y la adecuación al nuevo calendario que incluye el nuevo sistema de clasificación a los torneos mundiales, pero por problemas con la entrega de divisas comenzó en mayo con reducción de partidos.

"Hemos venido atravesando ciertos problemas con la adquisición de las divisas. Tenemos tres años en los que no hemos tenido el acceso a las mismas. Esto ha acarreado retraso en los pagos de los jugadores importados y muchos equipos han sido demandados por esta situación”
Declaró Chacón, ante el medio Globovisión.

## Final
Guaros de Lara remontó la serie final de la Liga Profesional de Baloncesto (LPB) y alzó por segundo año consecutivo el título del torneo y se convierte en el quinto equipo en lograrlo, al derrotar por 97-86 a Trotamundos de Carabobo, en el séptimo y decisivo partido celebrado en el Domo Bolivariano de Barquisimeto, con Tyshawn Taylor erigido como el Jugador Más Valioso del Torneo (MVP).
Este partido que en principio debió haberse jugado el 7 de agosto, fue suspendido por la Comisión Técnica debido a que Trotamundos protestó el sexto juego de la final por presunta alineación indebida de Gregory Vargas, quien había sido suspendido por seis juegos tras los hechos de violencia suscitados durante el tercer partido de la final en el Forum de Valencia donde se ve empujando a dos personas en defensa de su esposa. Sin embargo, Vargas apeló y una medida cautelar de un Juzgado Superior en lo Civil Contencioso y Administrativo, dirigida a la LPB, permitía su alineación para el sexto y séptimo juego.
Desde horas de la mañana del 9 de agosto los diez propietarios de la Liga Profesional de Baloncesto se dieron cita en el Cocodrilos Sports Park de Caracas para definir el destino del campeonato 2018 del circuito. En una votación de 5 contra 3 (no votó Guaros ni Trotamundos) la liga tomó la decisión de que se jugará el séptimo partido de la serie el sábado 11 de agosto y que Gregory Vargas no formara parte del encuentro a pesar de la medida cautelar que impuso un tribunal de justicia ordinaria para revertir la sanción de la comisión técnica de la LPB.
Además Gregory Vargas tendrá que dar una disculpa pública a los miembros de la LPB por todo lo sucedido en el Forum de Valencia.
El 11 de agosto el entrenador Fernando Duró dirigió su partido número 100 en la Liga, Luis Bethelmy se convirtió en el jugador con más partidos jugados en serie final con 56, superando a Jesús Centeno (55), Gregory Vargas y José Vargas se convirtieron en la pareja de hermanos con más partidos en la LPB con 1330 superando a Ramón “Tulo” Rivero e Iván Olivares con 1329, mientras que José Vargas sumó su sexto título y el “Tsunami” Bethelmy y Gregory Vargas, el quinto.

## Formato
Los diez conjuntos se dividen en dos conferencias: Oriental y Occidental.
Por problemas en el comienzo de la liga en la ronda regular se disputaran 16 encuentros (8 en casa y 8 de visitante) y sin partidos entre equipos interconferencias.
A la postemporada clasifican los cuatro mejores de cada conferencia y se enfrentan de la siguiente manera: el primero del Oriental contra el cuarto del Occidental y el segundo contra el tercero, al mejor de cinco juegos. Los ganadores de cada llave jugarán la semifinal. Luego, los ganadores disputarán la final de la LPB.
Todas las series de playoffs premian al ganador de cuatro juegos en un máximo de siete compromisos.

## Playoffs
|  | Cuartos     | Cuartos     | Cuartos     |             |          | Semifinales | Semifinales | Semifinales |  |        | Final  | Final | Final |  |
|  |             |             |             |             |          |             |             |             |  |        |        |       |       |  |
|  |             |             |             |             |          |             |             |             |  |        |        |       |       |  |
|  | Guaros      | Guaros      | 3           |             |          |             |             |             |  |        |        |       |       |  |
|  | Guaros      | Guaros      | 3           |             |          |             |             |             |  |        |        |       |       |  |
|  | Guaiqueríes | Guaiqueríes | 0           |             |          |             |             |             |  |        |        |       |       |  |
|  | Guaiqueríes | Guaiqueríes | 0           |             | Guaros   | Guaros      | 4           |             |  |        |        |       |       |  |
|  |             |             |             |             | Guaros   | Guaros      | 4           |             |  |        |        |       |       |  |
|  |             |             | Gigantes    | Gigantes    | 0        |             |             |             |  |        |        |       |       |  |
|  | Gigantes    | Gigantes    | Gigantes    | Gigantes    | 0        | 3           |             |             |  |        |        |       |       |  |
|  | Gigantes    | Gigantes    |             |             |          |             |             |             |  |        |        |       |       |  |
|  | Cocodrilos  | Cocodrilos  | 2           |             |          |             |             |             |  |        |        |       |       |  |
|  | Cocodrilos  | Cocodrilos  | 2           |             |          |             |             |             |  | Guaros | Guaros | 4     |       |  |
|  |             |             |             |             |          |             |             |             |  | Guaros | Guaros | 4     |       |  |
|  |             |             | Trotamundos | Trotamundos | 3        |             |             |             |  |        |        |       |       |  |
|  | Panteras    | Panteras    | Trotamundos | Trotamundos | 3        | 3           |             |             |  |        |        |       |       |  |
|  | Panteras    | Panteras    |             |             |          |             |             |             |  |        |        |       |       |  |
|  | Toros       | Toros       | 1           |             |          |             |             |             |  |        |        |       |       |  |
|  | Toros       | Toros       | 1           |             | Panteras | Panteras    | 0           |             |  |        |        |       |       |  |
|  |             |             |             |             | Panteras | Panteras    | 0           |             |  |        |        |       |       |  |
|  |             |             | Trotamundos | Trotamundos | 4        |             |             |             |  |        |        |       |       |  |
|  | Trotamundos | Trotamundos | Trotamundos | Trotamundos | 4        | 3           |             |             |  |        |        |       |       |  |
|  | Trotamundos | Trotamundos |             |             |          |             |             |             |  |        |        |       |       |  |
|  | Bucaneros   | Bucaneros   | 1           |             |          |             |             |             |  |        |        |       |       |  |
|  | Bucaneros   | Bucaneros   | 1           |             |          |             |             |             |  |        |        |       |       |  |
|  |             |             |             |             |          |             |             |             |  |        |        |       |       |  |

### Semifinales
| 1 | Guaros de Lara      | 93 - 72        | Gigantes de Guayana | Domo Bolivariano  | 17 de julio | 19:30 | DirecTV |
| 2 | Guaros de Lara      | 92 - 76        | Gigantes de Guayana | Domo Bolivariano  | 18 de julio | 19:00 | DirecTV |
| 3 | Gigantes de Guayana | 78 - 91        | Guaros de Lara      | Hermanas González | 21 de julio | 19:00 |         |
| 4 | Gigantes de Guayana | 73 - 75        | Guaros de Lara      | Hermanas González | 22 de julio | 17:00 |         |
| 5 | Gigantes de Guayana | Serie definida | Guaros de Lara      | Hermanas González | 23 de julio | 19:00 |         |
| 6 | Guaros de Lara      | Serie definida | Gigantes de Guayana | Domo Bolivariano  | 26 de julio | 19:30 | DirecTV |
| 7 | Guaros de Lara      | Serie definida | Gigantes de Guayana | Domo Bolivariano  | 27 de julio | 19:30 | DirecTV |

| 1 | Trotamundos de Carabobo | 77 - 57        | Panteras de Miranda     | Forum de Valencia          | 17 de julio | 19:00 | TLT     |
| 2 | Trotamundos de Carabobo | 78 - 70        | Panteras de Miranda     | Forum de Valencia          | 18 de julio | 19:00 | TLT     |
| 3 | Panteras de Miranda     | 61 - 81        | Trotamundos de Carabobo | José Joaquín Papá Carrillo | 21 de julio | 18:00 | DirecTV |
| 4 | Panteras de Miranda     | 92 - 98 TE     | Trotamundos de Carabobo | José Joaquín Papá Carrillo | 22 de julio | 13:00 | DirecTV |
| 5 | Panteras de Miranda     | Serie definida | Trotamundos de Carabobo | José Joaquín Papá Carrillo | 23 de julio | 19:00 | DirecTV |
| 6 | Trotamundos de Carabobo | Serie definida | Panteras de Miranda     | Forum de Valencia          | 26 de julio | 19:00 |         |
| 7 | Trotamundos de Carabobo | Serie definida | Panteras de Miranda     | Forum de Valencia          | 27 de julio | 19:00 |         |

### Final
| Guaros de Lara (4) vs Trotamundos de Carabobo (3) | Guaros de Lara (4) vs Trotamundos de Carabobo (3) | Guaros de Lara (4) vs Trotamundos de Carabobo (3) | Guaros de Lara (4) vs Trotamundos de Carabobo (3) | Guaros de Lara (4) vs Trotamundos de Carabobo (3) | Guaros de Lara (4) vs Trotamundos de Carabobo (3) | Guaros de Lara (4) vs Trotamundos de Carabobo (3) | Guaros de Lara (4) vs Trotamundos de Carabobo (3) |
| N.º                                               | Local                                             | Resultado                                         | Visitante                                         | Gimnasio                                          | Fecha                                             | Hora                                              | TV                                                |
| ------------------------------------------------- | ------------------------------------------------- | ------------------------------------------------- | ------------------------------------------------- | ------------------------------------------------- | ------------------------------------------------- | ------------------------------------------------- | ------------------------------------------------- |
| 1                                                 | Guaros de Lara                                    | 78 - 86                                           | Trotamundos de Carabobo                           | Domo Bolivariano                                  | 28 de julio                                       | 19:00                                             | TVes, DirecTV, Promar TV, TLT                     |
| 2                                                 | Guaros de Lara                                    | 92 - 78                                           | Trotamundos de Carabobo                           | Domo Bolivariano                                  | 29 de julio                                       | 19:00                                             | TVes, DirecTV, Promar TV, TLT                     |
| 3                                                 | Trotamundos de Carabobo                           | (101 - 94) TE 89 - 89                             | Guaros de Lara                                    | Forum de Valencia                                 | 1 de agosto                                       | 19:00                                             | TVes, DirecTV, Promar TV, TLT                     |
| 4                                                 | Trotamundos de Carabobo                           | 77 - 85                                           | Guaros de Lara                                    | Forum de Valencia                                 | 2 de agosto                                       | 19:00                                             | TVes, DirecTV, Promar TV, TLT                     |
| 5                                                 | Trotamundos de Carabobo                           | 72 - 67                                           | Guaros de Lara                                    | Forum de Valencia                                 | 3 de agosto                                       | 19:00                                             | TVes, DirecTV, Promar TV, TLT                     |
| 6                                                 | Guaros de Lara                                    | 91 - 73                                           | Trotamundos de Carabobo                           | Domo Bolivariano                                  | 6 de agosto                                       | 19:30                                             | TVes, DirecTV, Promar TV, TLT                     |
| 7                                                 | Guaros de Lara                                    | 97 - 86                                           | Trotamundos de Carabobo                           | Domo Bolivariano                                  | 11 de agosto                                      | 19:30                                             | TVes, DirecTV, Promar TV, TLT                     |

Guaros de Lara

Campeón

Segundo título

## Distinciones

### Reconocimientos individuales
| Premio                      | Ganador                                                                   |
| --------------------------- | ------------------------------------------------------------------------- |
| Director Técnico del Año    | Manuel Povea                                                              |
| Gerente del Año             | José David Hernández                                                      |
| Jugador Más Valioso del Año | Trey Gilder                                                               |
| Regreso del Año             | David Cedeño                                                              |
| Sexto Hombre del Año        | Pedro Chourio                                                             |
| Jugador Ejemplar del Año    | José Vargas                                                               |
| Jugador Defensivo del Año   | Pedro Chourio                                                             |
| Progreso del Año            | Yohanner Sifontes                                                         |
| Novato del Año              | Luis Rubianes                                                             |
| Equipo Ejemplar del Año     | Trotamundos de Carabobo                                                   |
| Quinteto Ideal del Año      | Gregory Echenique Trey Gilder Dwight Lewis Heissler Guillent Axiers Sucre |
| Árbitro del Año             | Roberto Abreu                                                             |
| Delegado Técnico del Año    | Isabel Figueroa                                                           |
| Mesa Técnica del Año        | Carabobo                                                                  |

### Jugador de la semana
Los siguientes jugadores fueron elegidos como jugadores de la semana.
| Semana   | Jugador           | Equipo                  |
| -------- | ----------------- | ----------------------- |
| Semana 1 | Jerai Grant       | Trotamundos de Carabobo |
| Semana 2 | Heissler Guillent | Guaros de Lara          |
| Semana 3 | Dane Jhonson      | Toros de Aragua         |
| Semana 4 | Trey Gilder       | Panteras de Miranda     |
| Semana 5 | Trey Gilder       | Panteras de Miranda     |

### Jugador más valioso
El siguiente jugadore fue elegido como más valioso de la final.
|            | Jugador        | Equipo         |
| ---------- | -------------- | -------------- |
| Gran Final | Tyshawn Taylor | Guaros de Lara |